# David Lilienfeld
David Lilienfeld (* 20. Juli 1991 in Südafrika; † 19. April 2012 in Koeël Bay bei Gordon’s Bay, Südafrika) war ein südafrikanischer Surfer und Bodyboarder, der Opfer eines Hai-Angriffs wurde.

## Leben
David Lilienfeld war Mitglied der südafrikanischen Surf-Nationalmannschaft. Schon als Jugendlicher hatte er an zahlreichen Surfwettbewerben in Südafrika teilgenommen; 2008 gewann er den Wettbewerb Science/Reef South African Champs in der Juniorklasse. Er wurde als der beste Bodyboardsurfer Südafrikas bezeichnet. 

## Tod
Der zu diesem Zeitpunkt 20-jährige Lilienfeld, sein jüngerer Bruder sowie einige Freunde waren an die Koeël Bay (etwa 50 Kilometer von Kapstadt entfernt) gefahren, um dort zu surfen. Ein etwa vier Meter langer Weißer Hai griff Lilienfeld an und riss ihm das rechte Bein ab; er verlor sehr viel Blut und starb noch vor Ort.
Lilienfelds Tod löste in Südafrika und der Surferszene weltweit Entsetzen aus. Der Präsident der International Surfing Association (ISA), Fernando Aguerre, sprach der Familie sein Beileid aus und regte eine Schweigeminute bei einem internationalen Turnier an. Seine Asche wurde an drei Orten verstreut, unter anderem dort, wo er am liebsten gesurft hatte.
Das Gedenken für David Lilienfeld umfasst unter anderem einen kleinen Gedenkstein an der Koeël Bay, an dem er starb. Auf ihm steht „David Lilienfeld, 1991–2012, "Warrior". While Bodyboarding here on 19 April 2012“.
Seit 2015 gibt es in Südafrika einen nach Lilienfeld benannten Surfwettbewerb, die David Lilienfeld Trials im Zuge der Tand Invintational Tour.